# Polioptila californica
Polioptila californica е вид птица от семейство Polioptilidae.

## Разпространение
Видът е разпространен в Мексико и САЩ.